# Бєлий Олександр Іванович
Олекса́ндр Іва́нович Бє́лий (нар. 31 травня 1976, м. Запоріжжя — 14 червня 2014, м. Луганськ) — український військовий льотчик, пілот 1-го класу, гвардії полковник (посмертно) Повітряних Сил Збройних Сил України.

## Життєпис
Олександр Бєлий народився 31 травня 1976 року в місті Запоріжжя. З дитинства мріяв стати військовим льотчиком. 1993 року закінчив загальноосвітню школу і вступив до Харківського вищого авіаційного училища імені Сергія Грицевця, у подальшому реорганізованого в інститут. 1997 року закінчив Харківський інститут льотчиків Військово-Повітряних Сил.

## Військова кар'єра
Військову службу розпочав у листопаді 1997 року в 947-му бомбардувальному авіаційному Севастопольському полку ВПС ЗС України, в/ч А1408, м. Дубно, Рівненська область, опановував бомбардувальник Су-24М. Старший льотчик бомбардувального авіаційного полку.
Після розформування 947-го полку у 2001 році продовжив службу в авіаційній частині А3840 у м. Мелітополь, Запорізька область, де літав на транспортному літаку Іл-76МД:
- 07.2001—09.2003 — помічник командира корабля військово-транспортного авіаційного полку.
- 09.2003—02.2006 — помічник командира корабля авіаційного загону авіаційної ескадрильї 25-ї авіаційної бригади транспортної авіації.
- 02.2006—02.2008 — командир корабля авіаційного загону авіаційної ескадрильї 25-ї авіаційної бригади транспортної авіації.
- 02.2008—11.2008 — командир корабля авіаційного загону авіаційної ескадрильї 25-ї бригади транспортної авіації.
- 11.2008—03.2011 — командир авіаційного загону авіаційної ескадрильї 25-ї бригади транспортної авіації.

У травні 2008 року Олександр Бєлий, в складі екіпажу військово-транспортного літака Іл-76 ПС ЗС України, виконував завдання з транспортування гуманітарної допомоги в місто Ченду Китайської Народної Республіки, для постраждалих внаслідок землетрусу районів провінції Сичуань. В ході даної операції було доставлено 25 тонн гуманітарного вантажу: намети, ковдри, польові кухні, ліки, медичне та спеціальне обладнання.
Неодноразово брав участь у спільній українсько-данській військово-транспортній операції «Північний сокіл» з перевезення вантажів на острові Ґренландія. Доставляв гуманітарні вантажі в африканську Республіку Чад.
З березня 2011 року — заступник командира авіаційної ескадрильї 25-ї бригади транспортної авіації Повітряних Сил ЗС України, в/ч А3840, м. Мелітополь. Пілот 1-го класу.
За 19 років служби Олександр Бєлий здійснив сотні польотів, і багато з них — з поміткою «у винятково складних умовах». Побував у багатьох країнах світу.
З початком російської збройної агресії проти України з березня 2014 року літав у Луганський та Донецький аеропорти. У червні 2014 присвоєно звання гвардії підполковника.

## Обставини загибелі
14 червня 2014 екіпаж військово-транспортного літака Іл-76 МД (бортовий номер 76777) Повітряних Сил ЗС України, під керівництвом командира літака підполковника Олександра Бєлого, виконував бойовий політ в Луганський аеропорт. На борту літака перебували 9 членів екіпажу та 40 військовослужбовців дніпропетровської 25-ї окремої повітряно-десантної бригади, які летіли на ротацію. На борту також були військова техніка, спорядження та продовольство.
Близько 01:00, під час заходу на посадку на аеродром міста Луганськ, на висоті 700 метрів, борт 76777 підбили російські терористи з переносного зенітно-ракетного комплексу «Ігла». Внаслідок терористичного акту літак вибухнув у повітрі і врізався в землю поблизу території аеропорту. 49 військовослужбовців, — весь екіпаж літака та особовий склад десанту, — загинули.
У той день до Луганського аеропорту вилетіли три літаки Іл-76 МД. Перший літак (бортовий номер 76683) під командуванням полковника Дмитра Мимрикова сів о 0:40. За 10 хвилин збили літак Олександра Бєлого. Третій дістав наказ повертатися. «Згодом командир частини розповів мені, що Саша вийшов на зв'язок і сказав: „Командир, мене збили. Прощавай!“», — згадує дружина Олександра Бєлого.
|                              | Там все було дуже грамотно по-військовому сплановано. Там без Росії не обійшлось. Вогонь вівся з усіх сторін. Це було не на рівні ненавчених бойовиків. Обстріл літака вівся дуже грамотно. Спочатку підсвічували трасером, а потім били. Із ПЗРК неможливо було збити літак, навіть якби боєприпас потрапив у двигун, то літак все рівно не загинув би. Стріляли з «Шилки». |
| — Полковник Дмитро Мимриков. | |

Пройшло 42 доби, перш ніж льотчиків поховали: українські військові збирали рештки тіл загиблих, влада домовлялася з терористами про коридор для евакуації, в Дніпрі проводились експертизи ДНК для ідентифікації. 25 липня з дев'ятьма членами екіпажу літака Іл-76 прощались у Мелітополі, їх поховали разом в одній могилі на Новому кладовищі міста.
Олександрові Бєлому достроково присвоєне військове звання гвардії полковника (посмертно).
Залишились мати, сестра, дружина Тетяна та дві доньки, старша Ольга і 2-річна Марійка.

## Судова справа щодо агресії РФ
16 квітня 2019 року Мелітопольський міськрайонний суд відмовився визнати загибель командира екіпажу літака Іл-76 Олександра Бєлого наслідком агресії Росії. З позовом до суду зверталась вдова Олександра.
5 червня 2019 року колегія суддів Запорізького апеляційного суду визнала загибель командира екіпажу літака Іл-76 Олександра Білого наслідком агресії Росії. Суд таким чином задовільнив апеляційну скаргу дружини Тетяни Чимиркової та скасував відповідне рішення Мелітопольського міськрайонного суду.

## Нагороди
- Орден Богдана Хмельницького III ст. (20 червня 2014, посмертно) — за особисту мужність і героїзм, виявлені у захисті державного суверенітету та територіальної цілісності України, вірність військовій присязі та незламність духу[7][8].
- Нагрудний знак «За оборону Луганського аеропорту» (посмертно).
- Відомчі заохочувальні відзнаки Міністерства оборони України — медалі «15 років Збройним Силам України», «За сумлінну службу» I[9], II та III ст.,
- Почесний нагрудний знак начальника Генерального штабу — Головнокомандувача Збройних Сил України «За досягнення у військовій службі» I ст.
- Розпорядження голови Запорізької обласної ради від 21.06.2017 № 180-н нагороджений орденом «За заслуги перед Запорізьким краєм» III ступеня (посмертно)[10].

## Вшанування пам'яті
12 червня 2015 року в місті Мелітополь на території військової частини А3840 відкрито меморіал екіпажу літака Іл-76 МД (бортовий номер 76777), який загинув 14 червня 2014 року в аеропорту міста Луганськ.
30 листопада 2016 року Указом Президента України, — з метою увічнення пам'яті полковника Бєлого Олександра Івановича, ураховуючи його мужність та героїзм, незламність духу в боротьбі за незалежну Українську державу та зважаючи на високий професіоналізм, зразкове виконання поставлених завдань особовим складом 25 бригади транспортної авіації Повітряних Сил Збройних Сил України, — літаку Іл-76 МД (бортовий номер 76683) 25 бригади транспортної авіації Повітряних Сил Збройних Сил України присвоєне ім'я Олександра Бєлого.